# محمد حافظ رجب
محمد حافظ رجب قاص مصري من الإسكندرية، يعتبر من أهم رواد التجديد في القصة العربية القصيرة.
ولد محمد حافظ رجب في الإسكندرية عام 1935 وأقام بالقاهرة فترة، عمل خلالها بالمجلس الأعلى لرعاية الفنون والآداب، ثم عاد للإسكندرية عام 1962، ليواصل الكتابة.

## مجموعاته القصصية
- غرباء 1968
- الكرة ورأس الرجل 1968
- مخلوقات براد الشاي المغلي 1979
- حماصة وقهقهات الحمير الذكية 1992
- اشتعال رأس الميت 1992
- طارق ليل الظلمات 1995
- رقصات مرحة لبغال البلدية 1999
- عشق كوب عصير الجوافة 2003

## مؤتمر محمد حافظ رجب
عقد مختبر السرديات بمكتبة الإسكندرية مؤتمرا بتاريخ 27 مارس 2012 بعنوان «محمد حافظ رجب رائد التجديد في القصة العربية», شهد المؤتمر إصدار كتاب «محمد حافظ رجب رائد التجديد في القصة العربية»، والذي يضم الشهادات والدراسات التي عُرضت خلال المؤتمر، وصرح المشرف على مختبر السرديات الأديب منير عتيبة أن المكتبة حرصت على تكريم حافظ رجب في مؤتمر يعاد فيه اكتشاف هذا المبدع الذي سيظل في حاجة دائمة لإعادة اكتشاف نظرًا لثراء وعمق وتفرد عطائه الإبداعي. وأكد أن مكتبة الإسكندرية استطاعت أن تُخرج محمد حافظ رجب من قوقعته، حيث إنه لا يشارك في اللقاءات الأدبية إلا نادرًا، كما أنه يقدم شهادته عن حياته وأعماله ويتحاور مع الجمهور لأول مرة، تقديرًا منه لمختبر السرديات بمكتبة الإسكندرية. مشيراً إلى أن اختيار اسم محمد حافظ رجب رائد التجديد في القصة القصيرة العربية لم يكن عبثًا، فهو حالة نادرة من حالات الإبداع العلمي، وهو من القلائل في تاريخ القصة القصيرة العربية الذي أضاف تجديدًا عميقًا ومهمًا لنوعية الإبداع في هذا المجال.